# Jackass deux, le film
Série
Jackass, le film
(2002) Jackass 3
(2010)
Pour plus de détails, voir Fiche technique et Distribution.
Jackass deux, le film (Jackass: Number Two) est un film américain de Jeff Tremaine, sorti en 2006.

## Présentation
Jackass deux, le film est la suite du film de 2002, Jackass, le film et est inspiré de la série télévisée de MTV.
Le second opus des films Jackass est aussi connu comme Jackass 2 : The sequel et affiche le même casting que le film de 2002, à savoir : Johnny Knoxville, Chris Pontius, Bam Margera, Steve-O, Ryan Dunn, Jason Acuña, Dave England, Ehren McGhehey, Preston Lacy, Brandon DiCamillo, etc.
Le film est sorti aux États-Unis le 22 septembre 2006 et en Belgique le 25 octobre 2006.
Le lancement du film a fait l’objet d’un buzz marketing (marketing viral) aux États-Unis. En effet, les habitants de Los Angeles ont eu la chance de voir Jeff Tremaine, le réalisateur de Jackass, faire la promotion sur d’immenses affiches publicitaires de The Rainbow Cruiselines (la ligne de croisière arc-en-ciel), une sorte de fausse agence de voyages gay. L’adresse internet indiquée : www.rainbowcruiselines.com, n’est en fait qu’un leurre cachant le site Jackass the movie.

## Fiche technique
- Titre original : Jackass: Number Two
- Titre français : Jackass deux, le film
- Réalisation : Jeff Tremaine
- Scénario : Jeff Tremaine, Spike Jonze et Johnny Knoxville
- Producteurs : Sean Cliver, Dimitry Elyashkevich et Spike Jonze
- Sociétés de distribution: Paramount Pictures, MTV Films, Dickhouse Productions et Lynch Siderow Productions
- Langue : anglais
- Pays :  États-Unis
- Genre : Action et comédie
- Date de sortie en salles :  22 septembre 2006
- Date de sortie en vidéo :  26 mars 2007 (DVD)

## Distribution
- Johnny Knoxville (VF : Emmanuel Curtil)
- Bam Margera (VF : Emmanuel Garijo)
- Chris Pontius (VF : Christophe Lemoine)
- Steve-O (VF : Alexis Tomassian)
- Ryan Dunn (VF : Gilles Morvan)
- Dave England (VF : Axel Kiener)
- Jason "Wee Man" Acuña (VF : Jérôme Pauwels)
- Preston Lacy (VF : Alain Flick)
- Ehren McGhehey (VF : Adrien Antoine)
- Brandon DiCamillo
- Raab Himself
- Rake Yohn
- Spike Jonze (VF : Donald Reignoux)
- Jay Chandrasekhar (VF : Emmanuel Jacomy)
- Mike Judge
- Manny Puig (VF : Michel Vigné)
- Luke Wilson (apparition lors du générique de fin)
- April Margera (VF : Céline Monsarrat)
- Phil Margera